# Duras (manzana)
Duras es el nombre de una variedad cultivar de manzano (Malus domestica). Esta manzana es originaria de Galicia, está cultivada en la colección de árboles frutales y banco de germoplasma de Mabegondo con el N.º 195; ejemplares procedentes de esquejes localizados en Reboredo, lugar situado en la parroquia de Ouces, del municipio de Bergondo (La Coruña).

## Sinónimos
- "Manzana Duras",[4][5]
- "Maceira Duras".

## Características
El manzano de la variedad 'Duras' tiene un vigor vigoroso. Tamaño grande y porte erguido.
Época de inicio de brotación a partir del 16 de abril y de floración a partir del 7 de mayo.
Las hojas tienen una longitud del limbo de tamaño corto, con la máxima anchura del limbo es estrecha. Longitud de las estípulas es media y la máxima anchura de las estípulas es desconocido. Denticulación del borde del limbo es serrado, con la forma del ápice del limbo mucronado y la forma de la base del limbo es obtuso. Con subestípulas presentes.
Sus flores tienen una longitud de los pétalos es larga, con una anchura de los pétalos ancha, disposición de los pétalos superpuestos entre sí, con una longitud del pedúnculo media.
La variedad de manzana 'Duras' tiene un fruto de tamaño medio, de forma plana-globosa, de color amarillo, con chapa lavada, e intensidad pálida. Epidermis de textura suave, con pruina en su superficie y con presencia de cera media. Sensibilidad al "russeting" (pardeamiento áspero superficial que presentan algunas variedades) muy poco sensible. Con lenticelas de tamaño pequeño.
Los sépalos están dispuestos de forma variable, y superpuestos en su base; su fosa calicina es poco profunda y de una anchura estrecha. Pedúnculo de grosor medio y de longitud medio, siendo la cavidad peduncular de una profundidad poco profunda y de anchura estrecha. Con pulpa de color blanca, cuya firmeza es intermedia y su textura es intermedia; su jugosidad es intermedia, con sabor de acidez media, y poco aromática.
Época de maduración y recolección desde el 22 de octubre. 'Duras' es una manzana que su destino es la conservación de esta variedad en el banco de germoplasma de Mabegondo como reserva genética.

## Susceptibilidades
- Oidio: ataque débil
- Moteado: ataque débil
- Raíces aéreas: no presenta
- Momificado: ataque débil
- Pulgón lanígero: no presenta
- Pulgón verde: ataque débil
- Araña roja: no presenta
- Chancro del manzano: no presenta.[3]